# Априлски пленум ЦК КПЈ (1936)
Априлски пленум ЦК КПЈ је одржан у априлу 1936. године у Бечу. На њему су дошли до изражаја сукоби у врху Комунистичке партије Југославије. Тзв. "левичари" су иступили против Милана Горкића, сматрајући га амбициозним каријеристом који је изгубио сваку везу са земљом.
Априлски пленум није био унапред одобрен од Коминтерне, како је то иначе било обичај. Извршни комитет Коминтерне је критиковао његово одржавање као и ставове који су на њему заузети, након чега је смењено руководство КПЈ.

## Позадина
Крајем 1935. КПЈ доживљава један од најтежих удараца. Југословенској полицији пошло је за руком ухапсити чак 1.000 комуниста!. Секретар Земаљског бироа, који се за разлику од ЦК КПЈ налазио у земљи, Ђорђе Митровић је ухапшен у новембру 1935. и провалио партијске организације у читавој земљи. Настао је вал хапшења.
У Загребу су ухапшени секретар Земаљског бироа КПЈ Ђорђе Митровић и секретар ПК за Хрватску Фрањо Краљ. Код Митровића је полиција нашла извјештај припремљен за Централни комитет. Стављен на муке, Митровић је одао полицији многе партијске функционере, тако да се провала ланчаном реакцијом ширила по цијелој земљи. Досад је ухапшено неколико стотина чланова КПЈ, међу њима на десетине руководилаца покрајинских форума, с којима је полиција поступала с крајњом безобзирношћу. [...] Масовно хапшење је парализовало рад Партије и унијело забуну и несигурност у њене редове управо сад када се у антифашистички покрет уливају све шири слојеви.— Родољуб Чолаковић
У руководству КПЈ су се, и после провала и хапшења у земљи, настављале свађе, фракцијске борбе. Био је то већ отворени сукоб у руководству.

## Ток пленума
Сукоб у руководству је толико био узео маха, да се на Априлском пленуму 1936. године у Бечу неки чланови ЦК КПЈ нису међусобно ни поздрављали.
Хрватски историчар Иван Очак наводи да је на пленуму дошао до изражаја сукоб који је постојао у руководству КПЈ између Милана Горкића и Адолфа Мука с једне стране, и Стјепана Цвијића, Владимира Ћопића и Карла Худомаља с друге.
Британска професорка Филис Оти наводи да је Ћопић одржавао састанке ЦК у априлу 1936, док је Горкић био у Москви.
На Априлском пленуму ЦК КПЈ је формиран нови Политбиро ЦК КПЈ у који је, између осталих, поново ушао Владимир Ћопић.

## Последице
Иако један од најодговорнијих у руководству за политику ЦК за протеклу годину (1936), он је поред свих критика од стране Коминтерне, остао у ПБ ЦК, чак је његова позиција ојачана. У досадашњем ЦК није било генералног секретара; сад је Горкић добио ту функцију и право вета на све одлуке оног дијела руководства које ће радити у земљи. Осим тога, сви они другови који су с њим заједно били у ранијем руководству и с њим се сукобљавали (Ћопић Владо, Цвијић Штефек, Худомаљ Карл, Марић Иво), искључени су из ЦК. Цапић је стављен на расположење ЦК КП Чехословачке, Цвијић је остао у Москви на располагању Коминтерни, а распоред Марића и Худомаљ а извршиће се кад буду пуштени из затвора, зависно од њихова држања и става према новом руководству. Горкић је настојао да ми то саопшти пословним тоном, али није могао да се савлада. Његово широко, крупно лице сијало је од задовољства. То је био врхунац у његовој политичкој каријери: постао је генерални секретар КПЈ, а елиминисани су из руководства његови главни противници...— Родољуб Чолаковић
Одржавање непријављеног пленума изазвало је драстичну реакцију од стране Коминтерне. Коминтерна је због овога распутила Централни комитет КПЈ. Извршни комитет Коминтерне је средином исте године сазвао саветовање руководећег кадра КПЈ у Москви. Горкићеви главни противници - Владимир Ћопић, Карло Худомаљ и Стјепан Цвијић - су уклоњени из руководства КПЈ, јер је Коминтерна проценила да су они криви за Априлски пленум. Дана 9. септембра 1936. године, Коминтерна је поставила нови Централни комитет КПЈ, на челу са са Горкићем као генералним секретаром и Јосипом Брозом као организационим секретаром.
У вези с пленумом КПЈ одржаним у Бечу априла 1936. године дошло је до оштрог политичког сукоба између Горкића и групе чланова Централног комитета. Међутим, Коминтерна је веома брзо реаговала. Средином те године Коминтерна је сазвала у Москви посебно саветовање руководећег актива Комунистичке партије Југославије са њеним представницима. Главни говорник у име Коминтерне био је Вилхелм Пик, који је био један од најпознатијих личности у Коминтерни. [...] Главна мета критике на том савјетовању била је група чланова Централног комитета која се супротстављала Горкићу, међу њима и Паровић, кога је Коминтерна већ раније, из других разлога, одстранила из руководства Комунистичке партије Југославије. Вилхелм Пик је у критици против те групе био веома оштар и веома јасан — и данас ми те речи ’седе’ у ушима — у погледу алтернативе коју је изразио следећим речима: ’Ко делује против Горкића, тај делује против Коминтерне’. Паровића је критика жестоко погодила.— Едвард Кардељ
Неки аутори оцењују да у току Велике чистке у КПЈ, која је уследила, "платили су цену управо најпозитивнији кадрови", као што су били Благоје Паровић, Владимир Ћопић, Камило Хорватин и остали који нису подржавали политику тадашњег секретара КПЈ Горкића.